# 코어 파이터
코어 파이터(영어: Core Fighter, 일본어: コア・ファイター)는 《기동전사 건담》에 등장하는 소형 전투기로, 코어 블록으로 변형되어 모빌 슈트(MS) 내부로 들어가 파일럿이 탑승하는 콕피트 부분이 된다.

## 개요
일년전쟁 당시 지구연방군이 개발하였다. 처음 개발된 시제 모빌 슈트의 파일럿과 실전 데이터를 회수하기 위해 개발되었으며, 코어 블록 시스템의 중핵으로 V 작전으로 개발된 연방군의 RX 시리즈 (RX-75 건탱크, RX-77 건캐논, RX-78 건담)에 채용되었다. 또한 우주 및 대기권 전투기로서도 우수한 성능을 가진 점에 착안해 코어 파이터 베리에이션 개발 계획(CFV plan)을 통해 연방군의 주력 전투기로도 활약하게 된다.
이후 건담 개발 계획에 의한 건담 시작 1호기 “제피랜더스”, 건담 시작1호기 "풀 버니언”, 건담 시작 3호기 “스테이멘”에 채택되는 것을 끝으로 코어 블록 시스템은 생산/운용 비용의 과다 및 조종 성능의 향상을 위한 전방위 모니터와 리니어 시트의 도입으로 인해 설계에서 배제된다. 동시기 제작된 건담 시작 2호기 “사이사리스”는 핵공격을 위한 내열, 내충격 기능을 갖춘 콕피트가 요구되어 콕피트 블럭식으로 설계되었다.
이후 애너하임 일렉트로닉스가 개발한 ZZ 건담 및 이의 재설계기인 S 건담의 경우 고출력 빔병기의 운용을 위해 분리와 합체가 가능한 3기의 전투기 개념을 도입하고 각 블록에 모두 소형 핵융합로를 탑재하여 합체 후 통합 운용하기 위한 개념의 코어 블록 시스템이 잠시 도입된다. ZZ 건담의 양산기라고 할 수 있는 FAZZ의 경우 이 설계를 배제한다.
이후 실루엣 포뮬러 계획에 의한 크로스본 건담에서 채용되어 코어 파이터의 추진부가 그대로 소형화한 모빌 슈트(MS)의 추진부로 전용될 수 있도록 한 설계와, 빅토리 건담 계열의 경우 이에 더해 광학식 조준장치 및 안테나 유닛까지 내장하는 형태로 설계가 이어졌다.

## 기타 건담의 역사에서
∀ 건담의 경우 허리 앞쪽에 장착되는 형태, 《기동무투전 G건담》의 코어 랜더와 같은 소형 자동차와 같은 형태로 모빌 파이터에 도입, 《기동전사 건담 SEED DESTINY》에서의 코어 스플렌더로 임펄스 건담에 도입되었다.

## 같이 보기
- 건담 시리즈의 병기 목록